# Масвинго
Масвинго е една от областите на Зимбабве. Разположена е в южната част на страната и граничи с Мозамбик на изток и областите на Зимбабве Южен Матабелеленд на юг, Мидлендс на запад и север и Маникаленд на североизток. Площта ѝ е 56 566 км², а населението, по оценка от август 2017 г.) – 1 553 145 души.

## История
Столицата на областта, град Масвинго е най-старият град в Зимбабве, открит през 1890 г. Предишните имена на града са Форт Виктория и Кралица Виктория. Областта е населена предимно от африканското племе Каранга, което е най-многобройното в Зимбабве и е едно от племената, говорещо езици, сходни с езика шона. Останалите такива племена са Зезулу, Маника и Ндау.
През 80-те границите на областта бяха слабо променени. Благодарение на колонизирането от белите, до 2000 година, по-голямата част от територията на областта беше посветена на отварянето на скотовъдни ферми, отглеждането на захарна тръстика и появата на общински селскостопански райони, чрез които земеделската продукция се изнася. Със земните реформи в началото на 21 век, голяма част от скотовъдните и смесените ферми започват да се преразпределят между дребните земеделски производители.

## География
Освен столицата Масвинго, други големи градове са Чиредзи, Звишаване, Триенгъл и др.

### Климат
Областта е разположена в ниските части на Зимбамве, където валежите са минимални и на тях не може да се разчита за напояване. В южната част на областта често стават засушавания. Поради тази причина земята е негодна за обработване.

### Топография
Главните реки на областта са Сейв, Рунде, Муенези и Лимпопо и се вливат в Индийския океан. В източната част на Масвинго е разположена планинската верига Чиманимани. Дърветата Мопане, издържащи на засушаванията, растат из цялата област. Първокласният път А1 на Зимбабве минава през Масвинго и свързва двата града Масвинго и Бейтбридж.

## Райони
Районите са: Бикита, Чиви, Зака, Масвинго, Гуту, Муенези и Чиредзи.